# گمینا چخوو
گمینا چخوو (به لهستانی:  Gmina Czchów) یک گمینا در لهستان است که در شهرستان بژسکو واقع شده‌است. گمینا چخوو ۶۶٫۴۷ کیلومتر مربع مساحت و ۹٬۱۹۵ نفر جمعیت دارد.